# Unione Sportiva Gavorrano 2011-2012
Questa pagina raccoglie le informazioni riguardanti l'Unione Sportiva Gavorrano nelle competizioni ufficiali della stagione 2011-2012.

## Rosa
| N. |                   | Ruolo | Calciatore           |
| -- | ----------------- | ----- | -------------------- |
|    | Italia (bandiera) | P     | Paride Addario       |
|    | Italia (bandiera) | D     | Andrea Alderotti     |
|    | Italia (bandiera) | D     | Alessandro Angelotti |
|    | Italia (bandiera) | D     | Oscar Corbelli       |
|    | Italia (bandiera) | D     | Alessandro Dascoli   |
|    | Italia (bandiera) | D     | Giovanni Esposito    |
|    | Italia (bandiera) | A     | Giordano Fioretti    |
|    | Italia (bandiera) | C     | Jacopo Galbiati      |
|    | Italia (bandiera) | A     | Alessio Germani      |
|    | Italia (bandiera) | C     | Angelo Lombardi      |
|    | Italia (bandiera) | C     | Fabrizio Lo Sicco    |
|    | Italia (bandiera) | C     | Stefano Manzo        |
|    | Italia (bandiera) | C     | Bernardo Masini      |

| N. |                   | Ruolo | Calciatore         |
| -- | ----------------- | ----- | ------------------ |
|    | Italia (bandiera) | D     | Giacomo Menichetti |
|    | Italia (bandiera) | D     | Sebastiano Miano   |
|    | Italia (bandiera) | D     | Niccolò Nencioli   |
|    | Italia (bandiera) | C     | Matteo Nicoletti   |
|    | Italia (bandiera) | A     | Manuel Nocciolini  |
|    | Italia (bandiera) | A     | Daniele Nohman     |
|    | Italia (bandiera) | A     | Manuel Pucciarelli |
|    | Italia (bandiera) | A     | Michele Pulina     |
|    | Italia (bandiera) | C     | Fabio Rosati       |
|    | Italia (bandiera) | P     | Mattia Santandrea  |
|    | Italia (bandiera) | C     | Vincenzo Sgambato  |
|    | Italia (bandiera) | D     | Antonio Tognarelli |
|    | Italia (bandiera) | C     | Nicolas Zane       |